# Gorgán (řeka)
Gorgán (Rúdcháne-je Gorgán) je řeka v severním Íránu (provincie Golestán). Je dlouhá 251 km.

## Průběh toku
Pramení na západních výběžcích Turkmenskochorasanských hor. Protéká Gorgánskou rovinou a ústí do Kaspického moře.

## Vodní režim
Zvýšený vodní stav má v zimě a na jaře a nižší naopak po zbývající část roku.

## Využití
Voda z řeky se využívá na zavlažování. V části poblíž ústí je rozvinutý rybolov.